# 天目山镇
天目山镇，是浙江省杭州市临安区下辖的一个乡镇级行政单位。2011年由藻溪镇、西天目乡合并设立。

## 行政区划
天目山镇下辖以下地区：
严家村、藻溪村、长六村、闽坞村、周云村、横塘村、杲村、亭口村、对石村、桂芳桥村、肇村、九里村、白鹤村、武山村、九狮村、门口村、告岭村、一都村、天目村、徐村、交口村、西游村和月亮桥村。

## 特产
天目笋干：中国地理标志产品。